# Río de la Plata (1900)
El Río de la Plata fue un crucero protegido de la Armada Española, cuyo coste de 3.650.000 de pesetas fue sufragado mediante suscripción popular de los españoles establecidos en Argentina y Uruguay.
El Río de la Plata iba a tener un gemelo cuya construcción se encomendó en enero de 1898 al Arsenal de La Carraca, llamado Puerto Rico (rebautizado General Liniers el 12 de abril de 1899), pero sus obras quedaron interrumpidas al poco tiempo, cancelándose definitivamente en 1903 y siendo desguazado en la grada.

## Diseño

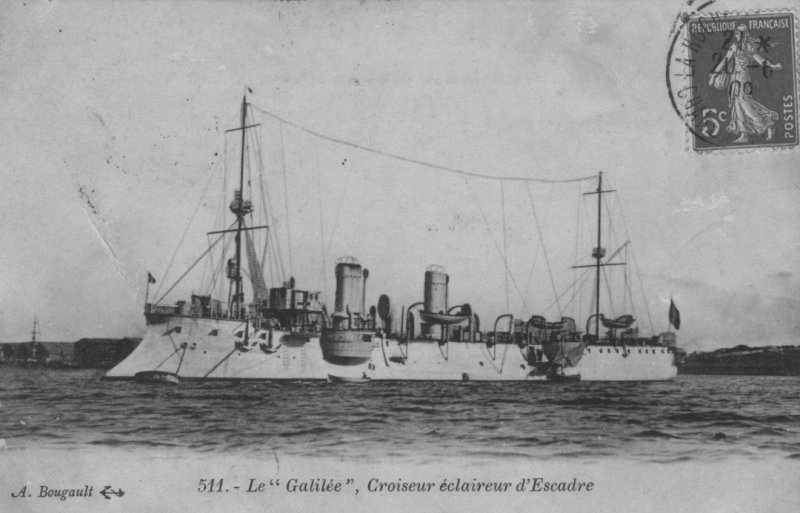
El Galilee, de la clase Linois francesa.

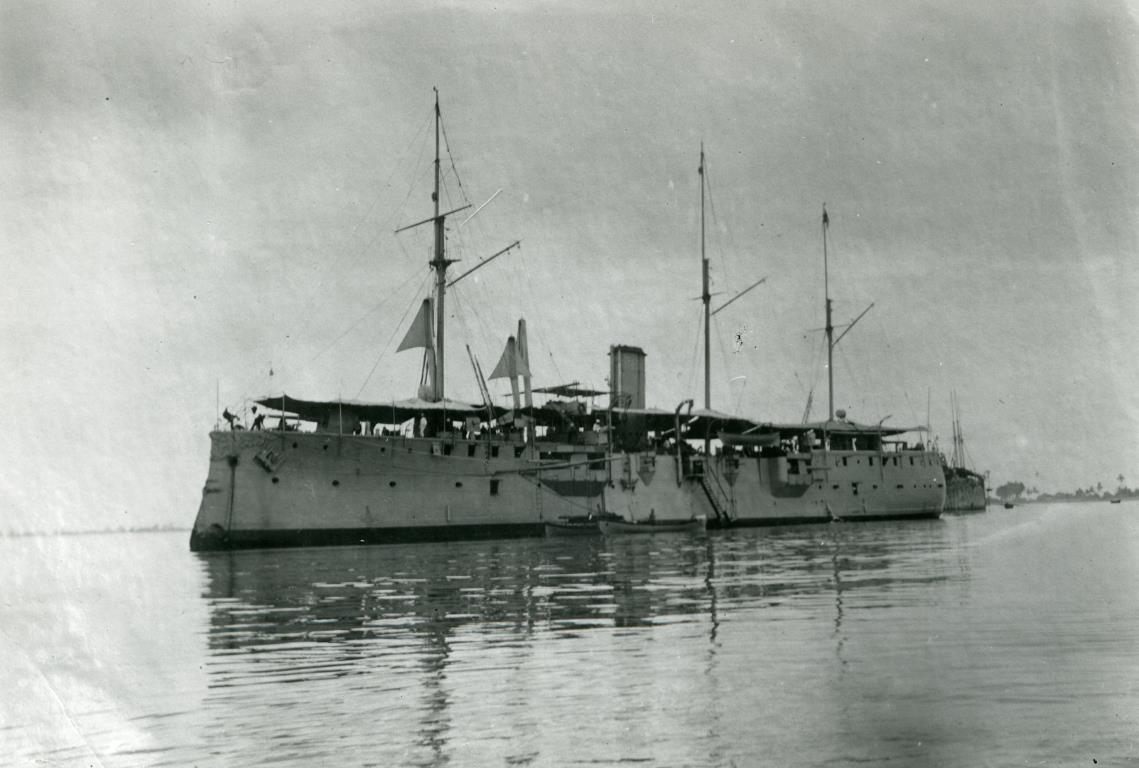
El São Gabriel, de la clase São Gabriel portuguesa construidos en astilleros franceses y en la cual se basaba el crucero Río de la Plata español.

El Río de la Plata fue construido en el astillero de El Havre (Francia), botado en 1898 y entró en servicio en la Armada española el 1 de agosto de 1899.
Sus características generales eran: tripulación de 210 personas, desplazaba 1.950 toneladas. Medía 76,30 metros de eslora, 10,80 de manga, 7,10 de puntal y 4,70 de calado. Disponía de dos máquinas de triple expansión, dos hélices y calderas Normand-Sigandy, que le daban una fuerza de 3.837 caballos a tiro normal y 6.000 caballos a tiro forzado, alcanzando una velocidad máxima de 19 a 20 nudos. Llevaba una carga de combustible de 376 toneladas de carbón y podía alcanzar una autonomía de 2.400 millas.
Contaba con una coraza de protección horizontal de entre 10 mm y 20 mm. Su armamento estaba formado por 2 cañones Schneider-Canet de 140 mm de tiro rápido, a proa y popa, 4 Krupp de 105 mm, 6 Nordenfelt de 57 mm y 4 ametralladoras Maxin-Nordenfelt de 37 mm. Debido a las enseñanzas de las derrotas en la Batalla naval de Santiago de Cuba y en la Batalla de Cavite, se eliminó la madera de la obra muerta y se eliminaron los dos tubos lanzatorpedos que figuraban en el proyecto original. Su estética era parecida a la de los cruceros protegidos franceses de fin de siglo XIX como los de la clase Linois o la clase D'Estrées y muy similares a los cruceros portugueses de la clase São Gabriel que habían sido construidos poco antes por ese mismo astillero francés.

## Historial

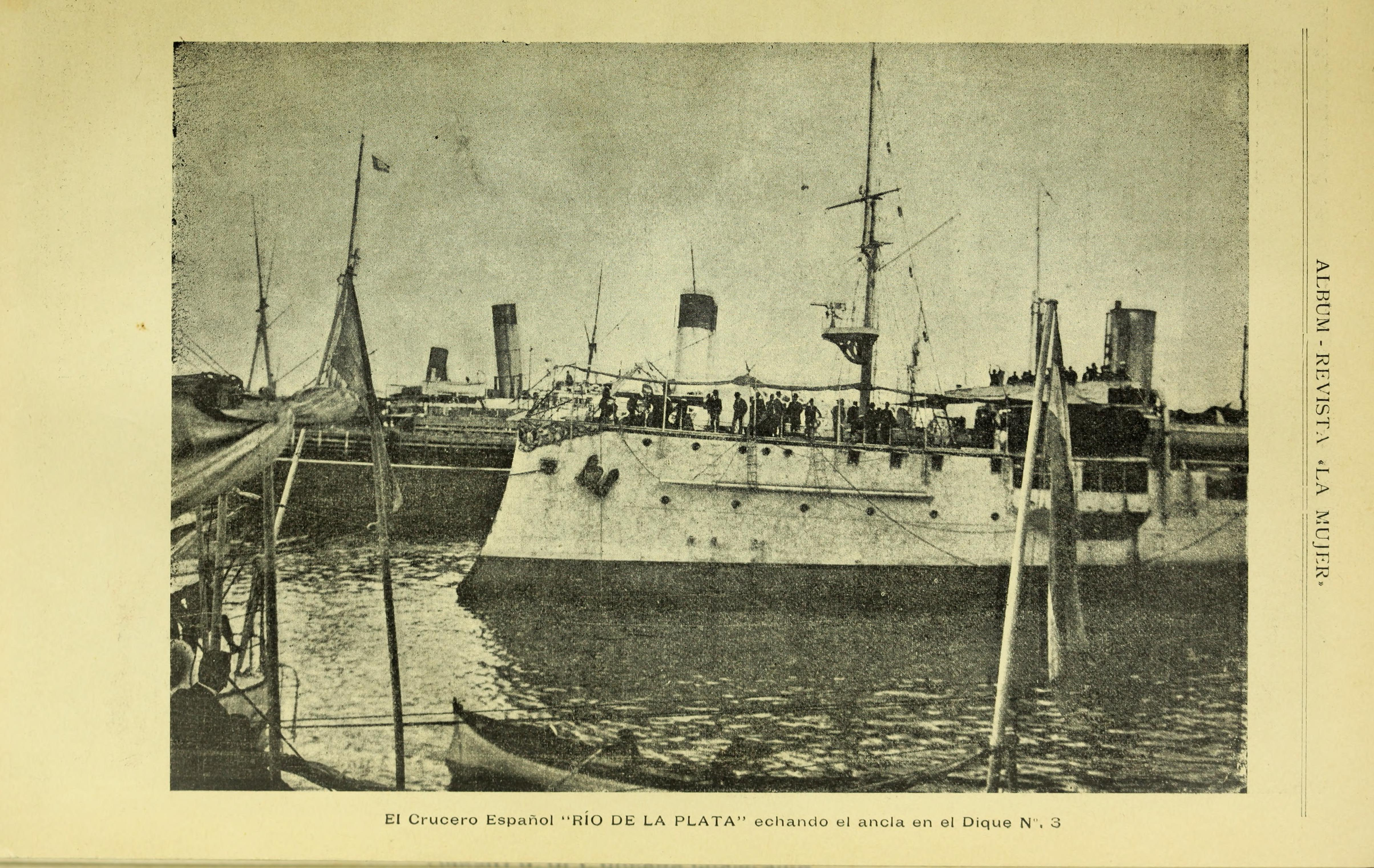
Imagen de la proa del crucero.

En los años anteriores y posteriores a la guerra contra los EE. UU. de 1898 se produjeron infinidad de muestras de patriotismo tanto en España como entre las colonias de españoles en América, Asia, y otros países de habla hispana, creándose "Sociedades Patrióticas" para recaudar fondos, principalmente entre los españoles que "hicieron las Américas". Tal es el caso de tres buques costeados –total o parcialmente- por suscripción popular, cuyos nombres fueron: el cañonero-torpedero Nueva España y el crucero Extremadura por parte de los españoles en México; y el crucero protegido Río de la Plata por los emigrantes en Uruguay y Argentina. Hubo un cuarto proyecto que no se materializó: el crucero Puerto Rico (luego rebautizado como General Liniers el 24 de abril de 1899), cuya construcción se acabó cancelando el 21 de agosto de 1903.
Fue botado en 1898 en el astillero de El Havre. Entró en servicio en verano de 1899. Fue el primer barco que recibió la Armada española tras las pérdidas en la guerra contra Estados Unidos en 1898.
En 1900, por Decreto del 18 de mayo del Ministerio de Marina, se describió técnicamente la situación de los buques de la Armada en ese momento y se dieron de baja 25 unidades por considerarse ineficaces. Respecto al Río de la Plata:

El Río de la Plata y el Extremadura, como cruceros faltos de protección de sus costados y de su artillería, no tienen otra aplicación que el servicio de comisiones en tiempo de paz; pues de emplearlos en el de guerra, aun sólo en la persecución de buques del comercio enemigo, pronto serían capturados o destruidos por los cruceros acorazados y protegidos de mayor andar que las 19 ó 20 millas que pueden desarrollar, y sólo podrían desempeñar, en algún modo imperfecto, el papel de avisos en la defensa de costas y al amparo de puntos fortificados.

En su primer viaje a la capital bonaerense en marzo de 1900, se le hizo entrega de su bandera de combate. Donde figuraba bordada la inscripción: "A la gloriosa España. Las damas argentinas y uruguayas”. A continuación, siguió viaje por el Pacífico visitando puertos de Chile y Perú. En 1903, volvió a cruzar el océano Atlántico y estuvo presente en la Exposición Internacional de Nueva Orleáns. 
En 1906, cumple misión diplomática trasladando a autoridades y embajadas magrebíes a la Conferencia de Algeciras. En 1907, como consecuencia de los sucesos de Casablanca, parte hacia aguas magrebíes colaborando activamente con la flota combinada franco-española. En 1909 efectúa carena en el arsenal de La Carraca (Cádiz), tras la cual pone rumbo a Melilla, Ceuta y Tánger cuando, ya terminadas las hostilidades en la zona. Durante la visita real de 1911 el Río de la Plata formó parte del cortejo marítimo del Rey Alfonso XIII. En 1911, durante la ocupación de Larache, el crucero se integró en las fuerzas navales que junto a las terrestres. Ya en los años de la Primera Guerra Mundial (en la que España fue neutral) el Río de la Plata, solo abandonaba circunstancialmente las aguas marroquíes, cumpliendo diversas misiones dadas sus características de pequeño y manejable crucero, buena velocidad, adecuada artillería e incluso capacidad de portar minas.
En 1921 el crucero Río de la Plata estaba ya muy desgastado por las intensas campañas y era extraño a las nuevas técnica bélicas, fue sin embargo decisivo para el impulso de la Aeronáutica Naval establecida en sus comienzos en Barcelona, hasta donde fue remolcado para quedar fondeado y amarrado permanentemente, frente a la base de hidroaviones, compartiendo inmovilidad con el vetusto buque hidrográfico Cocodrilo, utilizándose ambos como escuela de aprendizaje y alojamiento de marinería afecta al servicio aeronáutico. Permaneció así hasta que en 1931 fue dado de baja y posteriormente desguazado.